# O Киля
O Киля (O Car) — звезда в созвездии Киль, оранжевый гигант спектрального класса К с видимой звёздной величиной +5.60. Он удалён от Земли на 598 световых лет. Звезда является полуправильной переменной, и меняет блеск в пределах 0.2 зв.величины. Звезда видна только очень зорким людям невооружённым глазом при очень хорошей погоде, или в бинокль.